# Discopyge tschudii
Discopyge tschudii là một loài cá đuối điện thuộc họ Narcinidae, có khả năng giật điện sinh vật khác để tự vệ. Đây là một trong hai loài của chi Discopyge.

## Phân bố và môi trường sống
D. tschudii là một loài cá biển nước lạnh được tìm thấy ngoài khơi Nam Mỹ, phía nam của vĩ tuyến 33°N. Nó xuất hiện ở miền tây nam Đại Tây Dương dọc theo bờ biển Uruguay và Argentina, với một số nhỏ ở vùng biến nam Brasil vào mùa đông, và ở đông nam Thái Bình Dương dọc theo bờ biển Chile và Peru. Các quần thể Thái Bình Dương và Đại Tây Dương được xem là tách biệt nhau, do quần thể Đại Tây Dương không được ghi nhận ở miền nam Argentina. Độ sâu mà loài này sinh sống là từ 22 đến 181 mét. Nó sống ở thềm lục địa và ưa thích nơi có nền cát.

## Mô tả
Bề ngoài, D. tschudii tương tự các loài thuộc chi Narcine, có hai đĩa vây ngực hình tròn, hai vây lưng, và một cái đuôi mập mạp. Điểm khác biệt của nó là vây bụng. Chiều dài lớn nhất đã được ghi nhận là 54 cm ở con đực; con cái trưởng thành khi đạt 27.5 cm và con đực khi đạt 35–46 cm.

## Tập tính
D. tschudii là cá tầng đáy có tập tính sống theo đàn. Một nghiên cứu thức ăn trong dạ dày được thực hiện bởi Arrighetti và cộng sự (2005) cho thấy thức ăn chủ yếu của hơn 90% cá thể D. tschudii là vòi hút của loài hai mảnh vỏ Amiantis purpurata. Kích thước của vòi hút mà chúng ăn tùy thuộc vào độ tuổi và kích thước của chúng, con đực ăn những vòi dài hơn. Những nguồn thức ăn chính khác của loài này là Polychaeta và Gammaridae. D. tschudii là loài noãn thai sinh; đẻ ra những bầy từ 1-12 cá con, tuy bầy 4-5 con là phổ biến nhất. Con non dài từ 8,5-9.2 cm.

## Bảo tồn
D. tschudii bị bắt nhầm không thường xuyên khi thả lưới vét đáy; nó có giá trị thương mại thấp và thường bị vứt bỏ hoặc dùng làm thức ăn cho cá. Khảo tra thả lưới ngoài khơi tỉnh Buenos Aires và Uruguay cho thấy sự sụt giảm 88% của loài này từ năm 1994-1999. Tuy nhiên, phạm vi phân bố của chúng lúc đó đang thay đổi, nên không thể chắc được sự giảm sút này có do hoạt động đánh bắt trong vùng hay không. Vì vậy, IUCN cho rằng quần thể Đại Tây Dương nằm ở mức Dễ thương tổn, cho thể nâng lên mức Cực kỳ nguy cấp hay hạ xuống mức Ít quan tâm khi nhiều nghiên cứu hơn được thực hiện. Không có mối nguy nào đối với quần thể Thái Bình Dương được ghi nhận, nên IUCN xem là Thiếu dữ liệu. Trên toàn cầu, đây được xem là loài sắp bị đe dọa.
Cùng với những loài cá đuối điện khác, D. tschudii quan trọng đối với khoa học thần kinh trong nghiên cứu về sự dẫn truyền synap kiểu choline, do sự tập trung lớn thụ quan acetylcholine và acetylcholinesterase trong các tế bào của cơ quan phát điện.